# 迷你自存倉

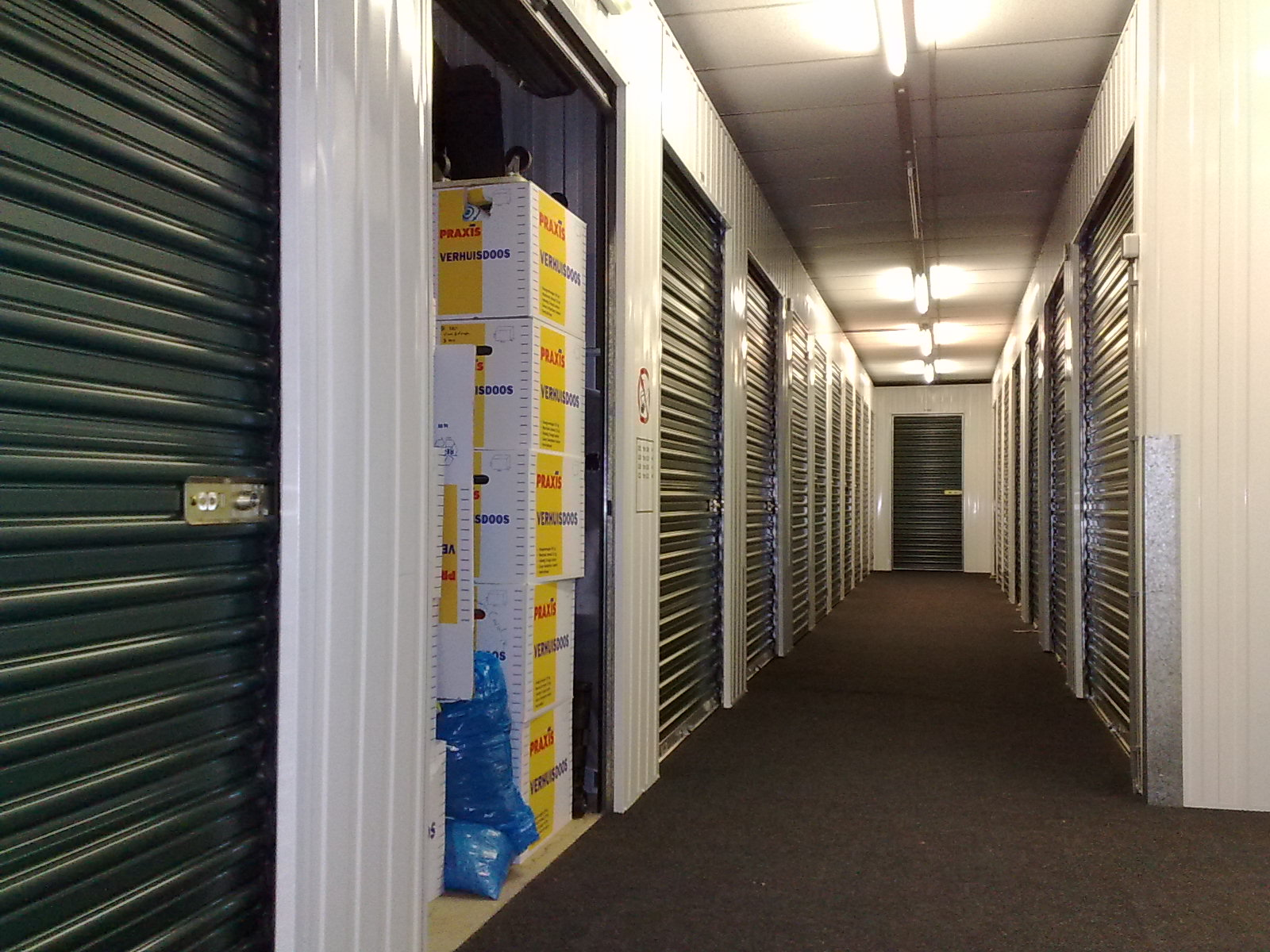
門式迷你倉

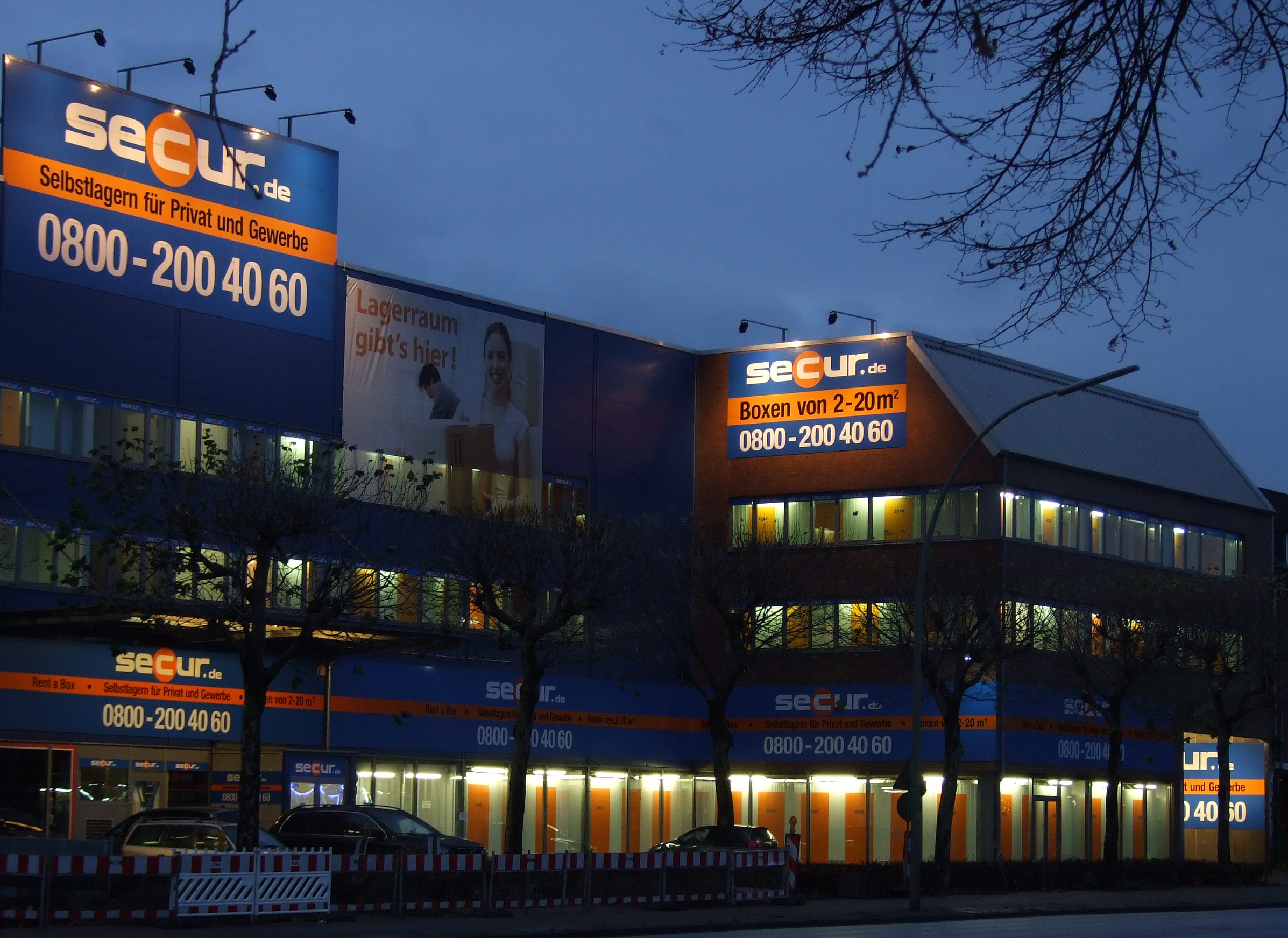
位於德國漢堡市的迷你倉

自助儲物空間（self storage），又稱迷你倉、便利型小型倉庫、自助倉庫一類提供物件存储的小型倉庫，是B2C的商業服務。客戶一般以個人、家庭或中小型公司為主。由於家居、辦公空間狹小、但是却又需要那些東西
，將來仍可使用、還有價值的日常用品，通過支付租金等暫時寄存在別處。其換來的服務是一個方便轉移的臨時儲存空間，配有24小時安保的環境，可以定期結單、報告訊息，及自動結賬等。
個人倉庫的經營類似停車場，合約上的免責條款、其他法律權利與義務，也都與其近似。例如，第三者責任、水險、火險等。
至於個人倉庫可否儲存古玩、藝術品、房契、有價證券等，這取決於客戶對個別迷你倉的信任和其經營者的服務承諾、過往記錄。有些迷你倉可能提供保險箱服務，一般的個人倉庫是有限公司法團方式經營，當面對法律訴訟時，其責任有限，有時是可以清盤了事的。香港人均生活空間為161平方呎，假定每人至少需要額外5至20%的儲物空間，只計半數人口四百萬，也需要2300萬平方呎的儲物空間。根據高力國際2014年發表的迷你倉報告，全港的迷你倉合共供應約280萬平方呎空間。可見個人儲物空間的供應遠遠及不上需求。根據百寶庫最近一項調查結果，迷你倉用家半數把迷你倉用作長期存放不想放在家中的物品(最多人存放的物品是收藏品，佔70%; 其次為生活用品(56%)和衣物(50%)) ; 而近四成受訪用家則因為居所或公司搬遷而需要暫時儲物的空間。「價錢合理」、「地點方便」和「消防安全設施合規」是用家選擇迷你倉的最重要考慮。至於未有使用迷你倉的受訪者則認為「地點方便」、「價錢合理」和「儲存空間可以自由出入」最重要。

## 上門收取及搬運服務
迷你倉大多設置在交通方便的位置，方便顧客往返貨倉處理物件，但租金会因營運成本的增加而增加。近年有些迷你倉提供上門收取及送回儲存物品的服务，顧客不用親自搬運物品，這樣可把倉庫設置在較偏遠地方，減低運營成本，價格較低廉。

## 仓储拍卖
一些迷你倉用戶繳不出所承租之倉庫的租金時，根據當初跟倉儲公司所簽訂的租賃契約，倉儲公司有權將這些拖欠租金的倉庫收回，並且拍賣倉庫內的物品，每座倉庫的無主物品都可能有潛在的巨額商業利益存在，出售此倉庫的物品獲得巨額利益。倉儲拍賣會是一件充滿投機性、意外性、高報酬的競標活動。若未先對整間倉庫所有物品進行價值評估，極可能因為不了解設置競標的金額上限，弄得自己血本無歸，而且倉庫拍賣會往往有眾多的競標者，每個與會的競標者都在彼此鬥智。若不懂得技巧性的喊標以及設置出價停損上限等競標策略，很可能會得不到想要的倉庫，或者得標的金額太高而承受巨額虧損。

## 安全問題
一般傳統迷你倉拥有大量的倉庫，而且倉庫多位於老舊工業大廈，消防設備不足，容易發生意外。2016年6月21日淘大工業村迷你倉大火，造成多項損失，可見傳統迷你倉有不少潛在危機。意外發生後，有多間迷你倉因不合符規格而需要結業。
上門迷你倉／迷你箱 - 泛指連同運輸服務的儲存服務，一般不讓外人進出倉庫，減低失火的風險。倉庫亦不設任何室內間隔，消防設備亦較完善。
由消防處及屋宇署組成的跨部門工作小組全面巡查全港迷你倉。截至2020年4月底，消防處已向 900 間迷你倉發出通知書，要求營運者於指定限期內消除有關火警危險。而屋宇署則已根據 《建築物條例》，向 898 間迷你倉發出「法定命令」，要求業主於指定限期內遵從有關命令。消防處已向214間未有完全遵從通知書的迷你倉營運者提出檢控，當中27宗已被定罪。而屋宇署則已向2名迷你倉業主提出檢控。截至2020年4月底，有 168 及 395 間迷你倉已分別完全遵從所有的通知書及命令，當中72間同時遵從消防處及屋宇署的規定。此外，有82間新建造並完全符合消防處要求的迷你倉開業，當中55間亦同時符合屋宇署的要求，顯示有關改善工程要求屬切實可行。

## 外部連結
台灣自助倉儲現況與挑戰 （页面存档备份，存于）